# 7人制ラグビー女子スペイン代表
7人制ラグビー女子スペイン代表（英語: Spain women's national rugby sevens team）は、国際大会に派遣される7人制ラグビーの女子スペイン代表チームである。愛称は「ラス・レオナス (Las Leonas)」。
ワールドラグビーセブンズシリーズ、ラグビーワールドカップセブンズなどに出場している。

## 歴史
2014年、ワールドラグビーセブンズシリーズに初昇格。
その後2016年、リオ五輪7人制ラグビー世界最終予選決勝でロシア代表を破りリオ五輪出場を決めた。

## 成績

### 夏季オリンピック
| 年   | ラウンド     | 順位     | 試       | 勝       | 負       | 分       |
| ---- | ------------ | -------- | -------- | -------- | -------- | -------- |
| 2016 | 準々決勝敗退 | 7        | 6        | 4        | 2        | 0        |
| 2021 | 出場なし     | 出場なし | 出場なし | 出場なし | 出場なし | 出場なし |
| 計   | 優勝 0 回    | 1/2      | 6        | 4        | 2        | 0        |

### ワールドカップ
| 年   | ラウンド           | 順位 | 試 | 勝 | 負 | 分 |
| ---- | ------------------ | ---- | -- | -- | -- | -- |
| 2009 | プレート準決勝敗退 | 7    | 5  | 3  | 2  | 0  |
| 2013 | カップ準決勝敗退   | 4    | 6  | 2  | 3  | 1  |
| 2018 | カップ準々決勝敗退 | 5    | 4  | 3  | 1  | 0  |
| 計   | 優勝 0回           | 3/3  | 15 | 8  | 6  | 1  |

### ワールドセブンズシリーズ
- ※コアチームとして在籍したシーズンのみ
- 2013-2014シーズン - 6位
- 2014-2015シーズン - 9位
- 2015-2016シーズン - 9位
- 2016-2017シーズン - 10位
- 2017-2018シーズン - 7位
- 2018-2019シーズン - 9位
- 2019-2020シーズン - 9位

## 直近大会の代表スコッド
1. バーバラ・プーラ（英語版）
2. マリーナ・ブラボー（英語版）
3. パトリシア・ガルシア（英語版）
4. マリア・カサド（英語版）
5. イエーラ・ エチェベリア（英語版）
6. アマイア・エルビナ（英語版）
7. オリビア・フレスネダ
8. マリア・ガルシア
9. リド・エルビナ
10. ビートリッツ・ドミンゲス・サンチェス
11. ポーラ・レクエナ
12. クララ・ピケロ
13. エバ・アギーレ